# Tœufles
Tœufles (picardisch: Teufe) ist eine nordfranzösische Gemeinde mit 304 Einwohnern (Stand 1. Januar 2022) im Département Somme in der Region Hauts-de-France. Die Gemeinde liegt im Arrondissement Abbeville und ist Teil der Communauté de communes du Vimeu und des Kantons Abbeville-2.

## Geographie
Die Gemeinde im Vimeu mit den Ortsteilen Chaussoy und Rogeant liegt im Quellgebiet des Flüsschens Trie rund drei Kilometer westlich von Moyenneville. Das Gemeindegebiet gehört zum Regionalen Naturpark Baie de Somme Picardie Maritime.

## Einwohner
| 1962 | 1968 | 1975 | 1982 | 1990 | 1999 | 2006 | 2011 |
| ---- | ---- | ---- | ---- | ---- | ---- | ---- | ---- |
| 365  | 367  | 329  | 305  | 300  | 313  | 287  | 282  |

## Verwaltung
Bürgermeister (maire) ist seit 2014 Christian Magnier.

## Sehenswürdigkeiten
- auf das 13. Jahrhundert zurückgehende Kirche Saint-Valery, 1926 als Monument historique eingetragen[1]
- Schloss von Rogeant aus dem 18. Jahrhundert
- Schloss von Tœufles
- Tuffsteinkreuze in der Gemeinde